# Próba Schwartza
Próba Schwartza – próba diagnostyczna stosowana w diagnostyce przewlekłej niewydolności żylnej do oceny wydolności żył powierzchownych. Polega na opukiwaniu żylakowato zmienionego pnia żylnego; w przypadku niewydolności zastawek żylnych wyczuwalna jest fala wstrząsowa.